# Frank de Boer
Franciscus „Frank“ de Boer [frank de bur] (* 15. května 1970, Hoorn, Severní Holandsko, Nizozemsko) je bývalý nizozemský fotbalový obránce a reprezentant, dvojče Ronalda de Boera.
Mimo Nizozemsko působil jako hráč na klubové úrovni ve Španělsku, Turecku, Skotsku a Kataru. Svou kariéru začal na pozici levého beka v Ajaxu. Postupně však přešel na post středního obránce, na tomtéž postu pak reprezentoval nizozemský národní fotbalový tým. S Ajaxem dokázal vyhrát Pohár UEFA i Ligu mistrů UEFA.
Po ukončení aktivní hráčské kariéry se dal na trenérskou dráhu.

## Klubová kariéra
Od roku 1991 jej v Ajaxu vedl kouč Louis van Gaal, s nímž de Boer triumfoval v Poháru UEFA 1991/92. Jeho taktovka se tyčila nad talentovaným mladým týmem, v němž hrál de Boer na levé straně tříčlenné obrany.
Uprostřed dirigoval hru Danny Blind, napravo hrál Michael Reiziger.
V ročníku 1994/95 se Ajax představil v Lize mistrů a hned v září konfrontoval velkoklub AC Milán Fabia Capella. Zadní řada ve složení Frank de Boer, Danny Blind, Frank Rijkaard a Michael Reiziger ubránila čisté konto a Ajax na domácím stadionu zvítězil 2:0.
Ve čtvrtfinále proti Hajduku Split dvěma vstřelenými góly pomohl k postupu do semifinále,
kde si Ajax poradil s Bayernem. De Boer odehrál i finále opět proti AC Milán, ve kterém Ajax zvítězil 1:0 Gólem Kluiverta.
V lednu roku 1999 Frank a i jeho bratr Ronald přestoupili do Barcelony, ta za ně Ajaxu zaplatila částku 22 milionů liber.
Doplnili tak narůstající řadu nizozemských „kolonistů“ v týmu (Phillip Cocu, Boudewijn Zenden a další) včetně trenéra Louise van Gaala. Katalánský klub získal mistrovský titul hned v sezóně 1998/99,
byl to ale zároveň poslední ligový titul, který zde de Boer získal.
V sezóně 2001/02 už vedl mužstvo trenér Carles Rexach, avšak výkony Franka de Boera nebyli vždy konzistentní,
přesto si však udržel místo v sestavě před mladým stoperem Carlesem Puyolem.

## Reprezentační kariéra
V A-mužstvu Nizozemska debutoval 26. 9. 1990 v přátelském zápase v Palermu proti reprezentaci Itálie (prohra 0:1).
Celkem odehrál v letech 1990–2004 za nizozemský národní tým 112 zápasů a vstřelil 13 branek.

### MS 1994
Na mistrovství světa 1994 odehrál čtyři zápasy po boku fotbalistů jako byli Aron Winter, Frank Rijkaard nebo Ronald Koeman. Nizozemsko dokráčelo do čtvrtfinále.

### MS 1998
Na mistrovství světa 1998 vedl národní mužstvo jakožto kapitán.
Proti Jugoslávii v osmifinále nacentroval Dennisu Bergkampovi na první gól zápasu.
Nizozemsko nakonec vyhrálo 2:1 a chystalo se na střet s Argentinou. De Boer odehrál skvělý zápas a v 89. minutě našel přesným centrem Bergkampa, který gólem na 2:1 rozhodl toto čtvrtfinále.
Semifinále proti Brazílii s Ronaldem dospělo do prodloužení. De Boer v nastaveném čase odklidil Ronaldovu střelu mířící do prázdné brány a příkladným výkonem držel mužstvo proti hvězdám jako byly Dunga či Rivaldo. V penaltovém rozstřelu ale selhali Cocu a Frankův sourozenec Ronald, do finále tak šla Brazílie. V zápase o bronz Nizozemsko nestačilo na Chorvatsko.

### EURO 2000
Rovněž na evropském šampionátu EURO 2000, které Nizozemsko pořádalo společně s Belgií, byl nizozemským kapitánem.
V prvním skupinovém utkání proti České republice využil příležitosti rozhodnout a v poslední minutě proměněnou penaltou zařídil výhru 1:0.
Nizozemsko následně porazilo Dánsko 3:0 a pozdějšího vítěze Francii 3:2 a z prvního místa zamířilo do čtvrtfinálového zápasu s Jugoslávií, které tým okolo de Boera rozmetal 6:1. V semifinále narazilo Nizozemsko na Itálii. De Boer měl ve 37. minutě možnost poslat své mužstvo do vedení poté, co Nesta v pokutovém území zatahal za dres Kluiverta. Pokutový kop ale neproměnil, italský brankář Francesco Toldo učinil povedený zákrok.
Během 90 minut gól nepadl, de Boer v závěru včas zakročil proti Delvecchiovi, jehož přihrávkou vyslal Totti. Po bezgólovém prodloužení nastaly penalty, při kterých de Boer znovu neuspěl proti Toldovi. Itálie uspěla v penaltovém rozstřelu 3:1 a dokráčela do finále.

### EURO 2004
Trenér Dick Advocaat jej nominoval na Euro 2004 pořádané Portugalskem.

## Trenérská kariéra
V průběhu prosince 2018 se jeho zaměstnavatelem stal americký fotbalový tým Atlanta United z Major League Soccer.

## Úspěchy

### Hráčská kariéra
Ajax Amsterdam
- Eredivisie, nejvyšší nizozemská liga
  - 1. místo: 1989/90, 1993/94, 1994/95, 1995/96, 1997/98
- KNVB beker, nizozemský pohár
  - 1. místo: 1992/93, 1997/98, 1998/99
- Johan Cruijff Schaal, nizozemský superpohár
  - 1. místo: 1993, 1994, 1995
- Liga mistrů UEFA
  - 1. místo: 1994/95
- Pohár UEFA
  - 1. místo: 1991/92
- Superpohár UEFA
  - 1. místo: 1995
- Interkontinentální pohár
  - 1. místo: 1995

FC Barcelona
- Primera División
  - 1. místo: 1998/99

Zdroj: